# Spaanse ruiter
De Spaanse ruiter (Cirsium dissectum) is een plant die behoort tot de composietenfamilie (Compositae of Asteraceae). De soort staat op de Nederlandse Rode lijst van planten als vrij zeldzaam en zeer sterk in aantal afgenomen. In Nederland is de plant vanaf 1 januari 2017 niet meer wettelijk beschermd. De plant komt van nature voor in Noordwest-Europa.
De plant wordt 20-50 cm hoog. De stengel heeft geen stekels. De gaafrandige tot gelobde bladeren hebben zachte stekels. De bladeren zijn van boven behaard en van onderen witviltig behaard.
De Spaanse ruiter bloeit in juni en juli met purperrode bloemen. De bloemen zitten in een hoofdje. Per stengel komt één bloemhoofdje voor.
De plant komt voor op natte, voedselarme grond in blauwgraslanden, duinvalleien, heidevelden en veen.

## Plantengemeenschap
De Spaanse ruiter is een kensoort voor het blauwgrasland (Cirsio dissecti-Molinietum).
Het is tevens een indicatorsoort voor het vochtig schraalgrasland (hm), een karteringseenheid in de Biologische Waarderingskaart (BWK) van Vlaanderen en het Brussels Hoofdstedelijk Gewest.